# The Astronaut's Wife
The Astronaut's Wife is een Amerikaanse sciencefiction/thrillerfilm uit 1999. De film is geregisseerd en geschreven door Rand Ravich. Hoofdrollen worden vertolkt door Johnny Depp en Charlize Theron.

## Verhaal
De film draait om ruimtevaarder Spencer Armacost en diens vrouw Jillian. Op een dag, terwijl Spencer met collega-astronaut Alex Streck op een routinemissie is voor NASA, verliest het basisstation gedurende twee minuten contact met de astronauten.
Na hun terugkomst op aarde weigeren de astronauten met iedereen over dit voorval te praten. Korte tijd na hun terugkeer sterft Streck aan een beroerte, en pleegt zijn vrouw zelfmoord. Spencer neemt ontslag bij NASA en gaat werken in New York. Tevens verwekt hij twee kinderen bij zijn vrouw.
Jillian begint te ontdekken dat Spencer niet meer de man is die hij vroeger was. Sinds de missie is hij veranderd. Sherman Reese, een voormalige NASA-medewerker die ontslagen is na het incident met de communicatiestoring, neemt contact op met Jillian. Volgens hem is Spencer alleen lichamelijk nog aanwezig, maar is zijn geest overgenomen door een buitenaardse levensvorm tijdens de twee minuten dat het contact met de astronauten was verbroken. Jillian wil dit eerst niet geloven, totdat Spencer Reese vermoordt en Jillian een videoboodschap van Reese ziet waarin hij haar bewijst dat zijn theorie klopt.
Spencer vermoordt ook Jillians zus wanneer die het geheim dreigt te ontdekken. Jillian besluit Spencer te confronteren. Uit hun gesprek blijkt dat Spencer inderdaad bezeten is. Ze elektrocuteert hem. De alien in Spencer kan echter tijdig uit diens lichaam ontsnappen en vestigt zich nu in Jillian.
Jaren later is Jillian opnieuw getrouwd. Haar tweeling is inmiddels geboren, en zij zijn net als Jillian nu aliens in mensengedaante.

## Rolverdeling
| Acteur                | Personage                          |
| --------------------- | ---------------------------------- |
| Johnny Depp           | Commander Spencer Armacost         |
| Charlize Theron       | Jillian Armacost                   |
| Joe Morton            | Sherman Reese, NASA Representative |
| Clea DuVall           | Nan                                |
| Donna Murphy          | Natalie Streck                     |
| Nick Cassavetes       | Capt. Alex Streck                  |
| Samantha Eggar        | Dr. Patraba                        |
| Gary Grubbs           | NASA Director                      |
| Blair Brown           | Shelly McLaren                     |
| Tom Noonan            | Jackson McLaren                    |
| Tom O'Brien           | Allen Dodge                        |
| Lucy Lin              | Shelly Carter                      |
| Michael Crider        | Pat Elliott                        |
| Dylan en Cole Sprouse | Jillian's tweeling                 |
| Edward Kerr           | Piloot                             |

## Achtergrond

### Invloed
De plot van de film is deels beïnvloed door The Quatermass Experiment (1953) en de hierop gebaseerde film uit 1955. Ook deze film draait om een astronaut die bij zijn terugkeer op aarde bezeten blijkt te zijn.
De plot vertoont eveneens gelijkenissen met de film
I Married a Monster from Outer Space uit 1958, waarin aliens aardse mannen overnemen om nageslacht te verwekken bij vrouwen. Een andere inspiratiebron voor de film is Rosemary's Baby.

### Alternatief einde
De film kent ook een alternatief einde waarin Jillian niet bezeten is door de alien, maar haar twee kinderen wel. Zij hebben volledige controle over haar. Dit was het einde dat regisseur Rand Ravich oorspronkelijk in gedachten had voor de film.

### Prijzen en nominaties
De film deed het zowel financieel als qua recensies slecht. Op Rotten Tomatoes gaf 16% van de recensenten de film een goede beoordeling. Wereldwijd bracht de film $19.598.588 op.

## Prijzen en nominaties
The Astronaut's Wife werd in 1999 genomineerd voor de prijs voor “beste film” op het Filmfestival van Sitges.